# Кочанов Володимир Валерійович

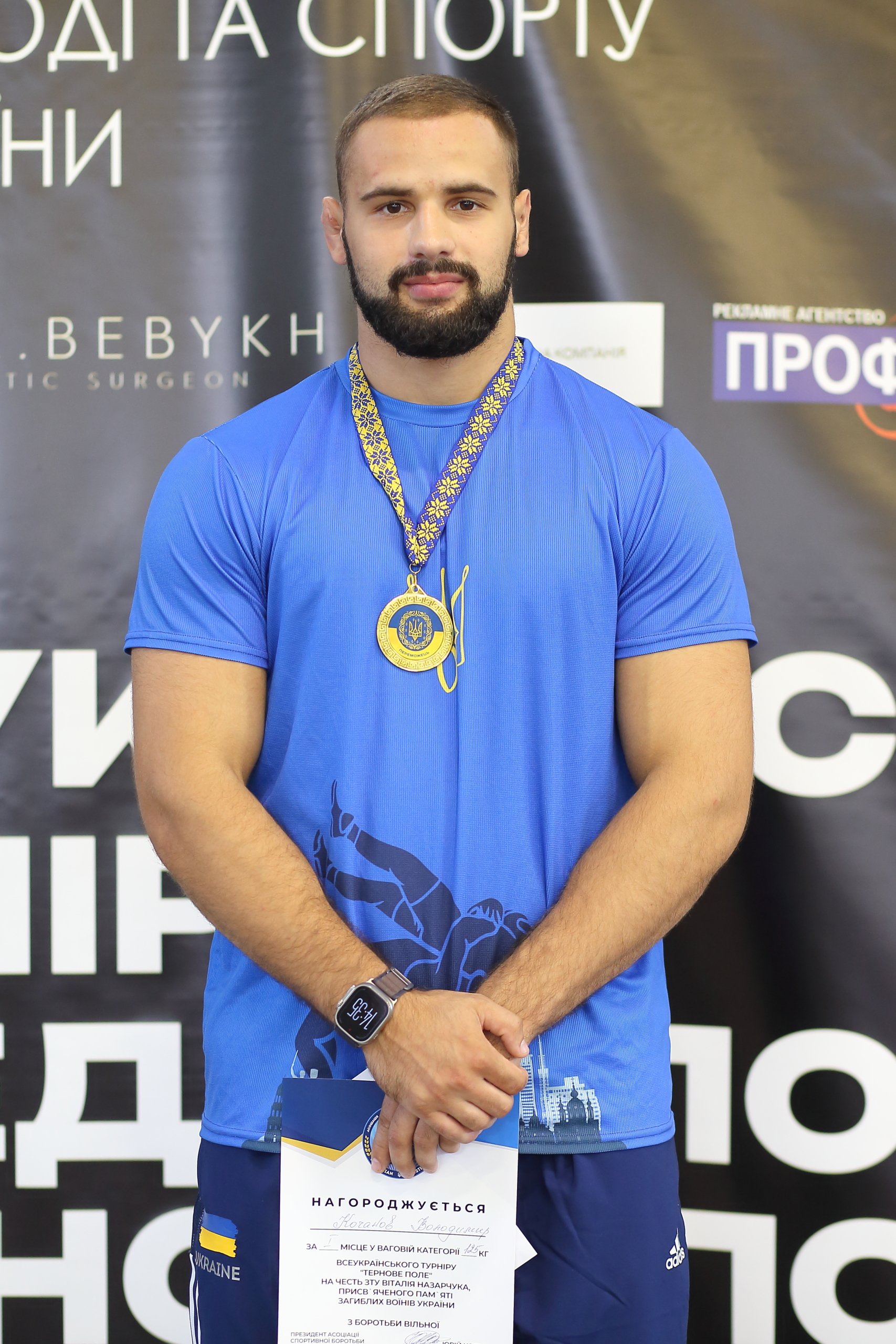

Кочанов Володимир Валерійович (нар. 20 березня 2003, Харків, Україна) — український борець вільного стилю, важковаговик, Майстер спорту України міжнародного класу. Представляє спортивне товариство «ЦСКА».
| Місце народження | м. Харків       |
| Вагова категорія | до 125 кг       |
| Зріст            | 187 см          |
| Стиль            | Вільна Боротьба |

| Турнір                | Медаль / Місце | Місце проведення       | Рік  | Вагова категорія |
| --------------------- | -------------- | ---------------------- | ---- | ---------------- |
| Чемпіонат Світу U-23  | Бронза         | Тирана                 | 2024 | до 125 кг        |
| Чемпіонат Європи U-23 | 5 місце        | Баку                   | 2024 | до 125 кг        |
| Чемпіонат Світу U-20  | 5 місце        | Амман                  | 2023 | до 125 кг        |
| Чемпіонат Світу U-23  | 7 місце        | Тирана                 | 2023 | до 125 кг        |
| Чемпіонат Європи U-23 | Срібло         | Бухарест               | 2023 | до 125 кг        |
| Чемпіонат Європи U-20 | Бронза         | Сантьяго-Де-Компостела | 2023 | до 125 кг        |
| Чемпіонат Світу U-20  | 9 місце        | Софія                  | 2022 | до 125 кг        |
| Чемпіонат Світу U-17  | 12 місце       | Софія                  | 2019 | до 92 кг         |

## Біографія
Народився у місті Харків. У віці шести років почав займатися греко-римською боротьбою. Його першим тренером з греко-римської боротьби був Сергій Сергійович Ачкасов. У 11 років перейшов на вільну боротьбу, яку розвивав під керівництвом М. Ф. Ченцова. Наразі тренується у С. В. Хоменко та В. Б. Данилів.
Тато - Валерій Володимирович Кочанов - головний тренер РК "Олімп". 
Фізичні дані: зріст — 187 см, вагова категорія — до 125 кг.

## Міжнародні досягнення
Віце-чемпіон Європи 2023 року серед дорослих до 23 років (Бухарест, Румунія).
Бронзовий призер Чемпіонату Європи U20 2023 року (Сантьяго-де-Компостела, Іспанія).
Бронзовий призер Чемпіонату світу 2024 року серед дорослих до 23 років (Тирана, Албанія).
Усі міжнародні медалі здобуті у ваговій категорії до 125 кг.

## Національні досягнення
Чемпіон України серед юнаків U17 (2021) у ваговій категорії до 92 кг.
Чемпіон України серед юніорів U20 (2022) у ваговій категорії до 125 кг.
Чемпіон України серед дорослих до 23 років (2023, 2024) у ваговій категорії до 125 кг.
Віце-чемпіон України серед дорослих (2023).

## Виступи на міжнародних турнірах
У 2019 році відібрався на Чемпіонат світу серед кадетів U17 (Софія, Болгарія) у ваговій категорії до 92 кг — посів 12-те місце.
У 2022 році відібрався на Чемпіонат світу U20 (Софія, Болгарія) у ваговій категорії до 125 кг — посів 9-те місце</ref>.